# Wieńczysław Oblizajek
Wieńczysław Oblizajek (ur. 1 marca 1956 w Ruszkowie Pierwszym, zm. 10 stycznia 2019 w Dobrowie) – polski urzędnik i geodeta. Starosta kolski w latach 1999–2018.

## Życiorys
W 1971 roku ukończył Szkołę Podstawową w Ruszkowie, a 4 lata później Liceum Ogólnokształcące im. Kazimierza Wielkiego w Kole. Następnie uczył się w Policealnym Studium Zawodowym przy Technikum Drogowo-Geodezyjnym w Łodzi, gdzie uzyskał tytuł technika geodety. W 1983 roku uzyskał tytuł magistra inżyniera budownictwa na Wyższej Szkole Inżynierskiej w Koszalinie. W 2012 roku ukończył też Wyższy Kurs Obronny na Akademii Obrony Narodowej.
W 1983 rozpoczął pracę w Wojewódzkim Biurze Planowania Przestrzennego w Koninie. W tym samym roku odbył zasadniczą służbę wojskową. Od 1984 do 1989 roku pracował jako starszy inspektor wojewódzki w Wydziale Planowania Przestrzennego, Urbanistyki, Architektury i Nadzoru Budowlanego. W latach 1989–1991 zastępca dyrektora w Przedsiębiorstwie Gospodarki Komunalnej i Mieszkaniowej w Kole, a od 1991 do 1998 roku był dyrektorem Miejskiego Zakładu Wodociągów i Kanalizacji w Kole.
Od 1999 roku był radnym Rady Powiatu Kolskiego i starostą kolskim. Pełnił też funkcję prezesa Zarządu Oddziału Powiatowego Związku Ochotniczych Straży Pożarnych Rzeczypospolitej Polskiej, członka Głównej Komisji Rewizyjnej ZOSP RP oraz wiceprezesa Zarządu Powiatowego Polskiego Stronnictwa Ludowego w Kole.
Zmarł w nocy lub wczesnym rankiem 10 stycznia 2019 roku w Dobrowie. Dwa dni później został pochowany na cmentarzu parafialnym w tej samej miejscowości.

## Odznaczenia
Został uhonorowany następującymi odznaczeniami:
- Srebrny Krzyż Zasługi
- Złota Odznaka „Zasłużony dla Ochrony Przeciwpożarowej”
- Złoty i Srebrny Medal „Za Zasługi dla Pożarnictwa”
- Srebrny i Brązowy Medal za Zasługi dla Policji
- Srebrny i Brązowy Medal „Za zasługi dla obronności kraju”
- Odznaka honorowa „Zasłużony dla Rolnictwa”
- Odznaka honorowa „Za zasługi dla województwa wielkopolskiego”
- Złoty Znak Związku Ochotniczych Straży Pożarnych Rzeczypospolitej Polskiej
- Złoty, Srebrny i Brązowy Medal „Za Zasługi dla Ligi Obrony Kraju”
- Odznaka Honorowa Związku Inwalidów Wojennych RP
- Medal im. dr. Henryka Jordana
- Medal Honorowy im. Witolda Celichowskiego[3]
- Złoty Medal im. Jana Kilińskiego[3]
- Wyróżnienie „Za Zasługi dla Powiatu Kolskiego” (2019, pośmiertnie)[4][5]
- Wyróżnienie „Przyjaciel Wartaków”, przyznawane przez Manufakturę Piosenki Harcerskiej „Wartaki” (2013)[6].
- inne odznaczenia wojskowe i ukraińskie